# Santuario della Madonna del Divino Amore

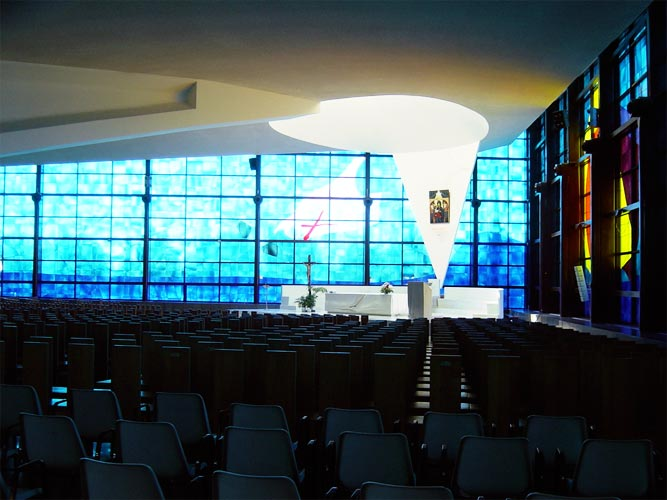
Interno della nuova chiesa

Il santuario della Madonna del Divino Amore è un santuario di Roma composto da due chiese: quella antica è del 1745 (41°46′41.47″N 12°32′33.07″E), quella nuova è invece del 1999 (41°46′45.51″N 12°32′32.51″E). È una meta di pellegrinaggio cara ai romani: durante l'estate ogni sabato si tiene un pellegrinaggio notturno a piedi da Roma al santuario.
Il santuario è sede della parrocchia di Santa Maria del Divino Amore a Castel di Leva, eretta, in forza della lettera apostolica di papa Pio X Quamdiu per agri romani del 24 maggio 1912, con il decreto del cardinale vicario Francesco Marchetti Selvaggiani Cum Summus Pontifex del 1º dicembre 1932.
Dal 28 novembre 2020 sulla chiesa insiste la diaconia di Santa Maria del Divino Amore a Castel di Leva.

## Storia

### Il primo miracolo

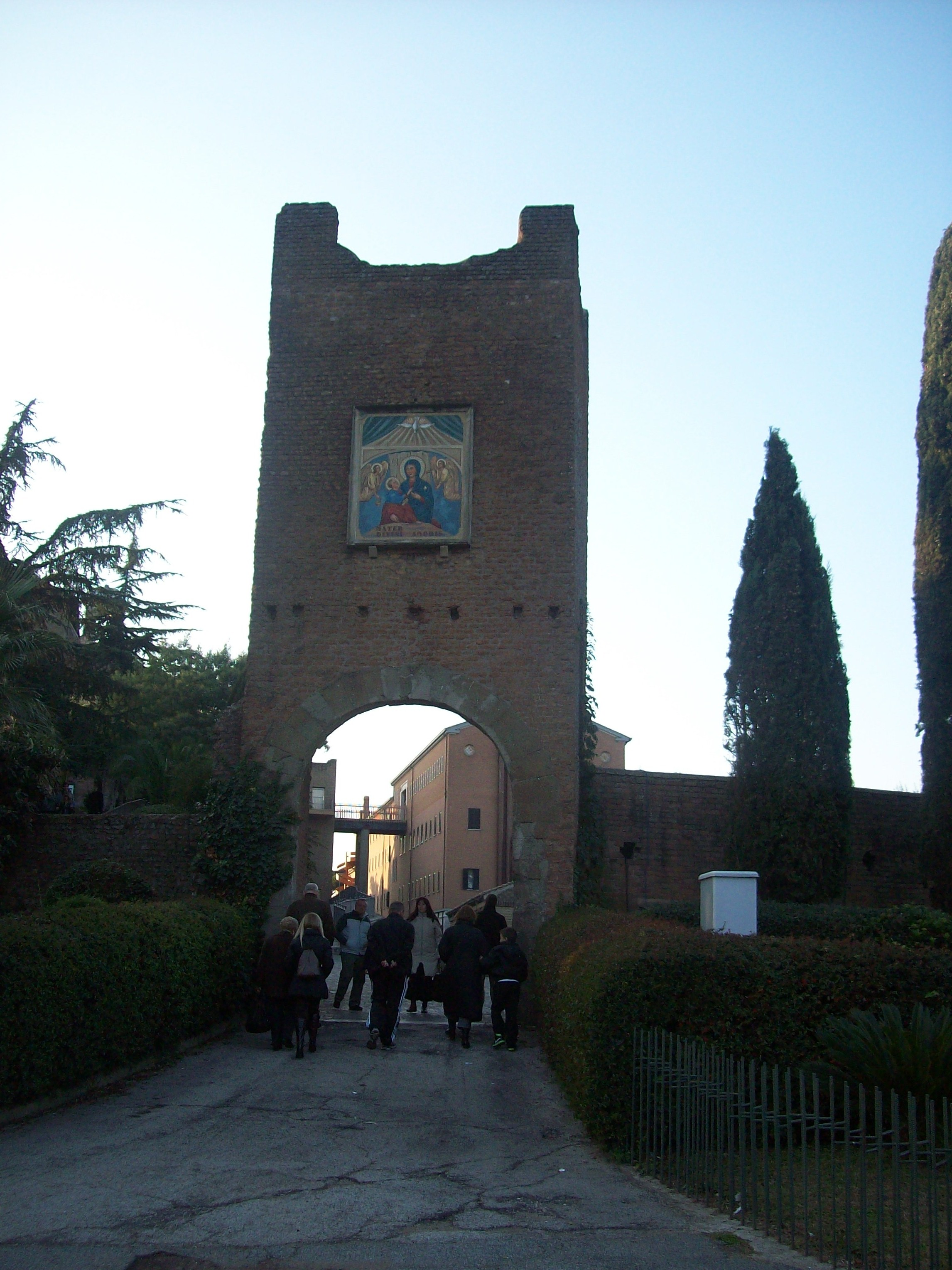
La torre del miracolo

Secondo la leggenda, nella primavera del 1740 un pellegrino, diretto alla basilica di San Pietro, si smarrisce nell'inospitale e insalubre campagna nei pressi di Castel di Leva, circa 12 km a sud di Roma. Scorti alcuni casali e un castello diroccato in cima ad una collina, il viandante vi si dirige sperando di trovare qualcuno che gli dia informazioni per trovare la giusta strada.
Viene però assalito da un branco di cani rabbiosi che lo circondano. Il pellegrino, alzando lo sguardo, si accorge che sulla torre del castello c'è un'icona che raffigura la Vergine con il Bambino, sovrastata dalla colomba dello Spirito Santo. Invoca perciò la Madonna che lo salvi da quel pericolo. Le bestie che gli sono addosso di colpo si fermano e si dileguano.
I pastori che sono nella zona, richiamati dalle urla del viandante, accorrono sul posto e, ascoltato il suo racconto, lo rimettono sulla strada per Roma. Il nome del pellegrino è ignoto ma la notizia dell'accaduto si diffuse ben presto in città tanto che l'icona della Madonna a Castel di Leva divenne ben presto meta di pellegrinaggio.

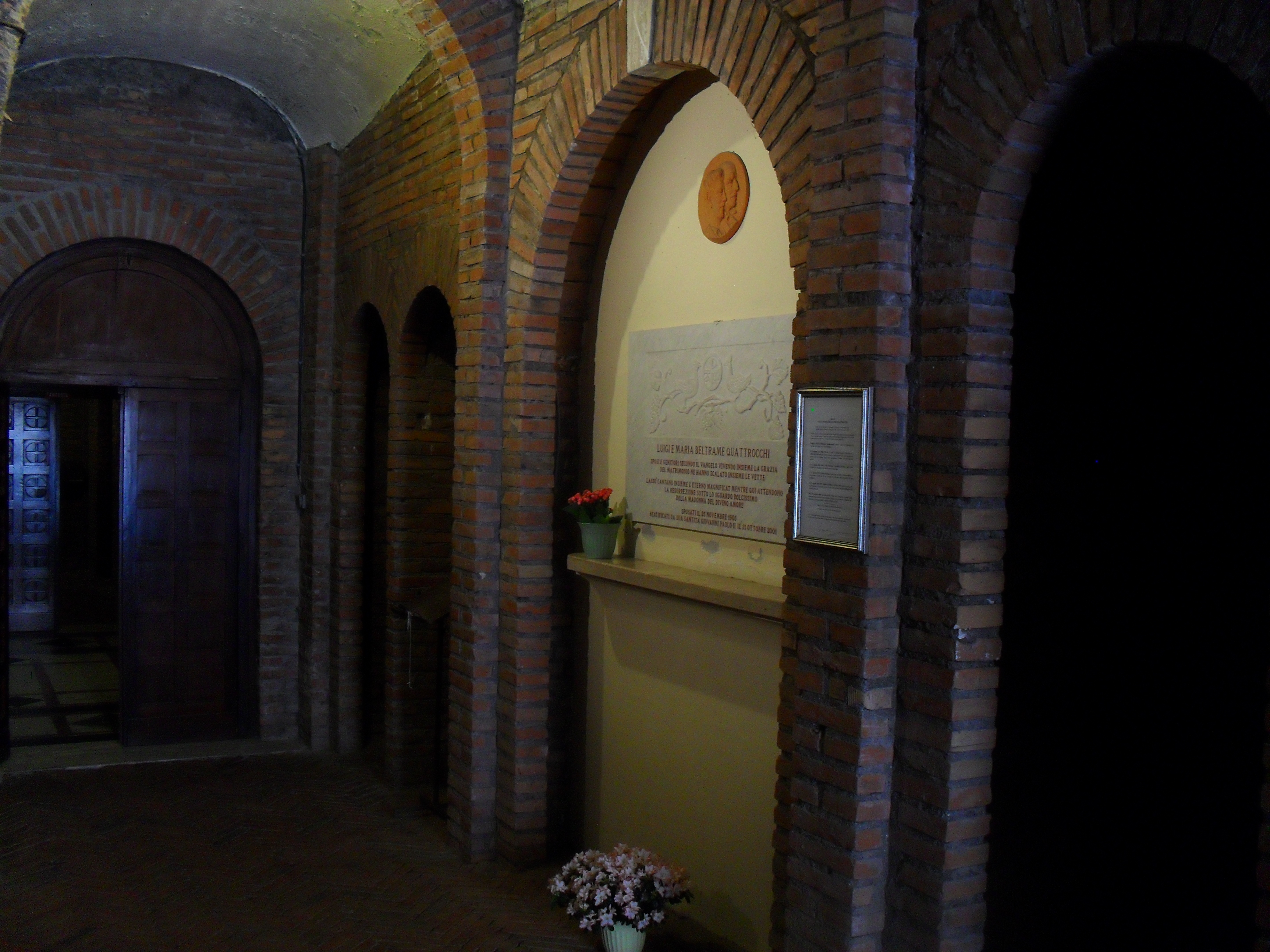
La tomba dei beati Luigi Beltrame Quattrocchi e Maria Corsini nella cripta

### Il santuario
Il 5 settembre 1740 l'icona viene tolta della torre e portata nella vicina tenuta detta "La Falconara", dove si trova la chiesetta di Santa Maria ad Magos.
Il 19 aprile 1745, lunedì di Pasqua, l'icona viene trasferita in un luogo vicino alla torre, che oggi è ancora in piedi, dove intanto è stata costruita una nuova chiesa, opera di un architetto sconosciuto. L'affresco viene intronizzato nell'altare maggiore, dove attualmente si trova. La partecipazione della gente venuta da Roma e dai vicini Castelli è tale che papa Benedetto XIV decide di concedere l'indulgenza plenaria non solo per il giorno del trasferimento ma anche per i sette giorni successivi.
La custodia del nuovo santuario è inizialmente problematica data la sua posizione in un posto isolato, facile preda di banditi e briganti: decine di ordini religiosi furono interpellati, ma nessuno se la sentì di affrontare un tale incarico.
Il nuovo santuario viene affidato prima ad un custode eremita, poi, nel 1805, a sacerdoti che vi dimorano solo nel periodo della Pentecoste, quando i pellegrinaggi sono più numerosi. Nel 1840, anno del centenario dal primo miracolo, la chiesa e l'altare vengono restaurati, gli stucchi nuovamente indorati, sono installati altri due altari e numerosi confessionali.
Da Roma vengono portati drappi, damaschi e altri arredi sacri. Anche la via Ardeatina, che porta al santuario, ridotta in un pessimo stato, viene risistemata. I festeggiamenti, cui partecipa anche re Michele di Portogallo iniziano il 7 giugno 1840, domenica di Pentecoste, per terminare 7 giorni dopo.
Dopo i festeggiamenti per il centenario si apre una stagione di declino: intorno al Santuario, soprattutto nei giorni vicini alla Pentecoste, vengono allestite bancarelle di porchetta, di pecorino, di fave e di vino accompagnate dal fenomeno delle "madonnare" ossia popolane romane, per lo più erbivendole e lavandaie, che festeggiavano la loro particolare festa annuale proprio nel lunedì di Pentecoste.
Questa commistione tra sacro e profano (il pellegrinaggio al Divino Amore era diventato ormai sinonimo di "gita fuori porta") portò ad una progressiva decadenza del santuario nei primi decenni del Novecento che cadde quasi nell'oblio. Nel 1930, quando il santuario passa alla dipendenza del vicariato, viene inviato sul posto, con l'obbligo di residenza, un rettore che dal 1932 diventa anche parroco della parrocchia del Divino Amore. Il primo rettore del santuario è stato il giovane sacerdote don Umberto Terenzi (di cui è ora in corso il processo di canonizzazione), che era sopravvissuto ad un incidente stradale proprio nei pressi del santuario.

### 4 giugno 1944: un voto per la salvezza di Roma
Gli eventi della seconda guerra mondiale coinvolgono anche la Madonna del Divino Amore. Dopo che, all'indomani dell'8 settembre 1943, la zona del Santuario era stata bombardata, l'icona della Madonna fu portata a Roma il 24 gennaio 1944. Accolta trionfalmente in città dal popolo, l'immagine viene dapprima portata nella chiesetta della Madonna del Divino Amore, che si trova nei pressi di piazza Fontanella Borghese, e precisamente in vicolo del Divino Amore,  ma in maggio, dato l'enorme afflusso di fedeli, viene trasferita in San Lorenzo in Lucina.
Papa Pio XII, vista l'imminenza della battaglia per la conquista di Roma tra i nazisti e gli Alleati, invita solennemente i romani a pregare per la salvezza della città durante l'ottavario della Pentecoste e la novena della Madonna del Divino Amore, iniziate quell'anno il 28 maggio 1944. L'affluenza a San Lorenzo in Lucina in quei giorni aumenta così tanto (il giornale La Civiltà Cattolica riferisce di 15.000 comunioni distribuite quotidianamente) che si è costretti a trasferire l'immagine della Madonna nella più ampia Sant'Ignazio di Loyola a Campo Marzio. Il 4 giugno, lo stesso giorno in cui termina l'ottavario, si decide la sorte di Roma.
Alle 18, nella chiesa gremitissima di Sant'Ignazio, viene letto il testo del voto dei romani alla Madonna del Divino Amore affinché la città venga risparmiata dalla distruzione della guerra. I fedeli promettono di correggere la propria condotta morale, di erigere un nuovo santuario e di realizzare un'opera di carità a Castel di Leva.
Il voto viene espresso in gran fretta, per via del coprifuoco che sarebbe scattato alle 19. A leggere il voto, in luogo del Papa (impossibilitato a lasciare il Vaticano per il pericolo della deportazione), è il camerlengo dei parroci, padre Gremigni.
Quella stessa sera i tedeschi lasciano Roma e le truppe alleate fanno il loro ingresso trionfale in città.
L'11 giugno, come per oltre quattro mesi avevano fatto migliaia di romani, papa Pio XII può  recarsi nella chiesa di Sant'Ignazio e celebrare una messa di ringraziamento alla Madonna del Divino Amore cui viene dato il titolo di Salvatrice dell'Urbe. Durante l'omelia il pontefice disse:
«Noi oggi siamo qui non solo per chiederLe i suoi celesti favori, ma innanzitutto per ringraziarLa di ciò che è accaduto, contro le umane previsioni, nel supremo interesse della Città eterna e dei suoi abitanti. La nostra Madre Immacolata ancora una volta ha salvato Roma da gravissimi imminenti pericoli; Ella ha ispirato, a chi ne aveva in mano la sorte, particolari sensi di riverenza e di moderazione; onde, nel mutare degli eventi, e pur in mezzo all'immane conflitto, siamo stati testimoni di una incolumità, che ci deve riempire l'animo di tenera gratitudine verso Dio e la sua purissima Madre.»

### L'adempimento del voto
Finita la guerra, sotto l'impulso del rettore don Umberto Terenzi, il santuario a Castel di Leva rinasce: nasce il seminario degli oblati del Divino Amore (che da allora custodiscono e animano il santuario), la Congregazione delle figlie della Madonna del Divino Amore (ancora oggi impegnate nel servizio alle opere di carità nate intorno al santuario come la scuola per l'infanzia, accoglienza e assistenza delle minori in difficoltà).
Don Terenzi tentò di provvedere alla costruzione di un nuovo santuario per assolvere al voto fatto alla fine della guerra, ma le difficoltà burocratiche e le difficoltà logistiche gli impedirono sempre di realizzare quest'opera.
Si dovrà aspettare l'8 gennaio 1996 perché il cardinale vicario Camillo Ruini ponga la prima pietra di quello che, per il Giubileo del 2000, è diventato il nuovo santuario. La struttura, in grado di accogliere oltre 1500 pellegrini, è stata realizzata ai piedi della collina, fuori dalle antiche mura, senza violare il paesaggio della campagna romana e il complesso monumentale settecentesco. Il nuovo santuario è stato progettato dal frate francescano e sacerdote Padre Costantino Ruggeri (1925-2007), pittore, scultore, vetratista, "bâtisseur d'églises".

## La devozione

### Pellegrinaggio notturno
Il santuario del Divino Amore è una meta di pellegrinaggio molto cara ai romani: ogni sabato, dal primo dopo Pasqua all'ultimo di ottobre, si tiene un pellegrinaggio notturno a piedi con partenza a mezzanotte da piazza di Porta Capena, nei pressi del Circo Massimo. All'alba, dopo aver percorso 14 km si giunge al santuario dove si celebra la messa del pellegrino.

### Sacra Rappresentazione della Via Crucis
Ogni anno, la Domenica delle Palme e il Venerdì Santo, il santuario della Madonna del Divino Amore mette in scena una spettacolare rappresentazione teatrale all'aperto, nota come la Sacra Rappresentazione della Via Crucis del Divino Amore. Più di duecento persone, senza compenso, recitano in questa suggestiva rappresentazione, che si tiene di notte sulle colline che circondano il santuario. Lo spettacolo narrato mostra gli ultimi eventi della vita di Gesù: la trionfale entrata in Gerusalemme, l'ultima cena, il tradimento di Giuda e la cattura di Gesù, il processo di Gesù davanti al Sinedrio, l'interrogatorio di Gesù da parte di Ponzio Pilato, la flagellazione e la coronazione di spine, l'esposizione di Gesù flagellato ed incoronato di spine davanti alla folla e la scelta della folla di far crocifiggere Gesù al posto di Barabba, la salita di Gesù sul monte Calvario sotto il peso della croce, gli incontri con la Madonna, le pie donne e la Veronica, ed infine la crocefissione in mezzo ai due ladroni, la morte, la resurrezione e l'ascensione di Gesù. La scena è resa ancora più suggestiva dalla presenza dei soldati romani a cavallo, dai fuochi che illuminano la notte, dalla luna piena, dai numerosi effetti speciali e dai sofisticati costumi indossati dagli attori.

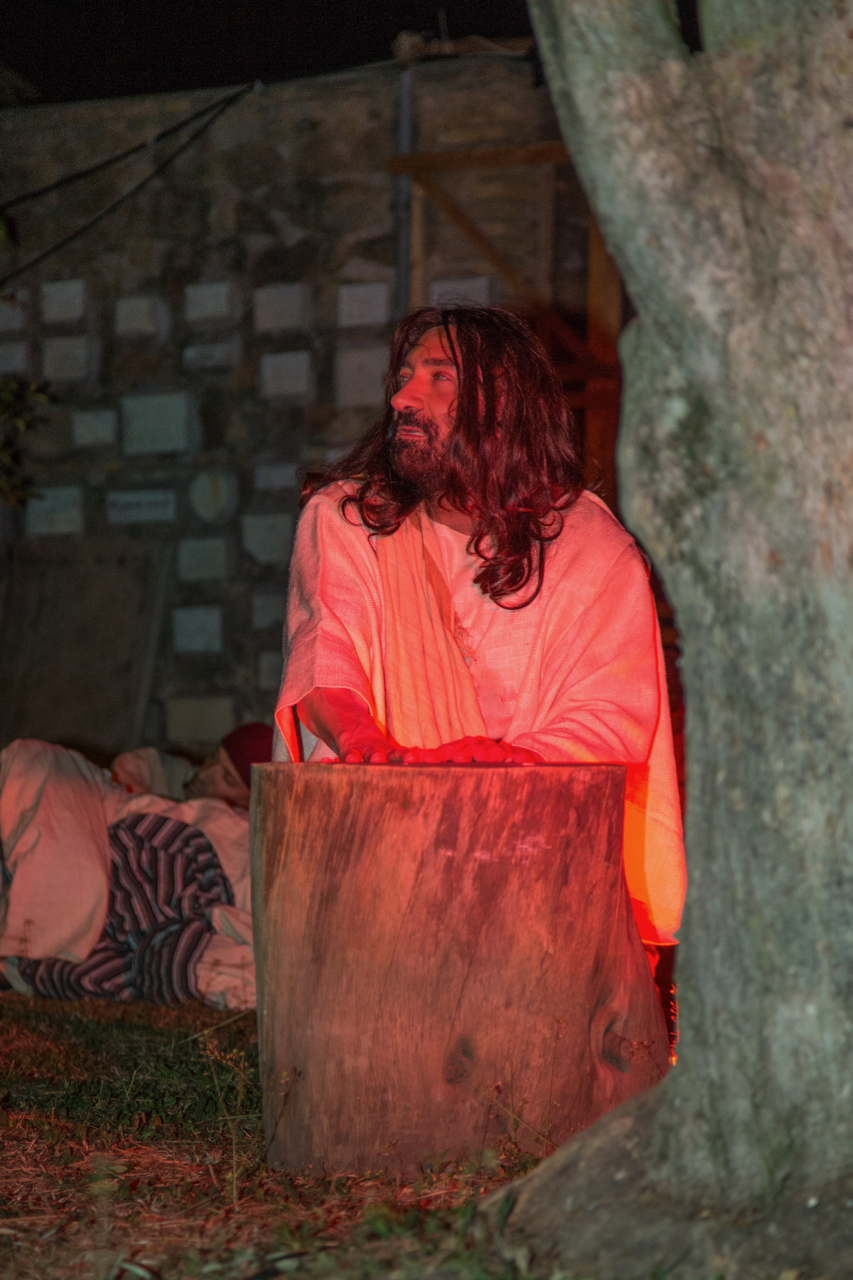
L'agonia di Gesù nell'orto degli ulivi
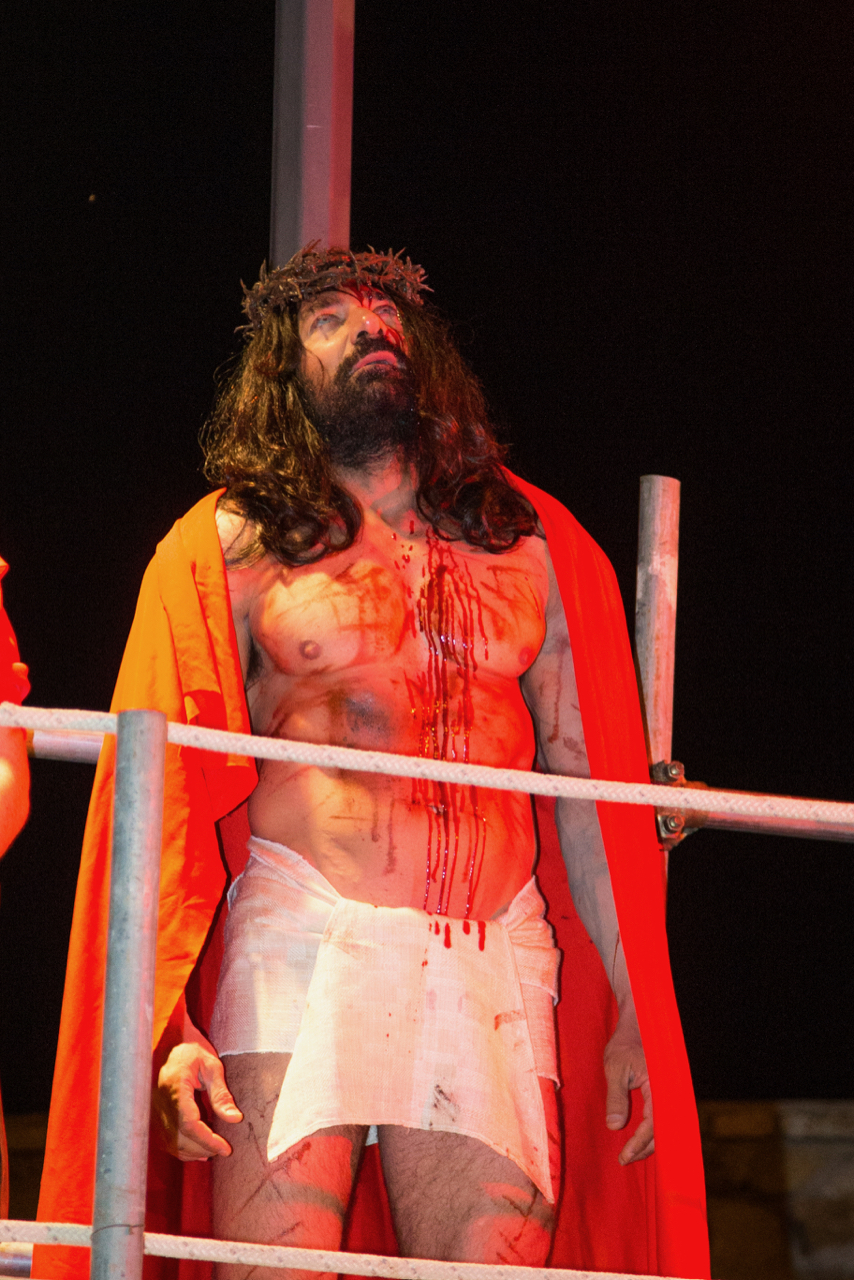
La coronazione di spine di Gesù
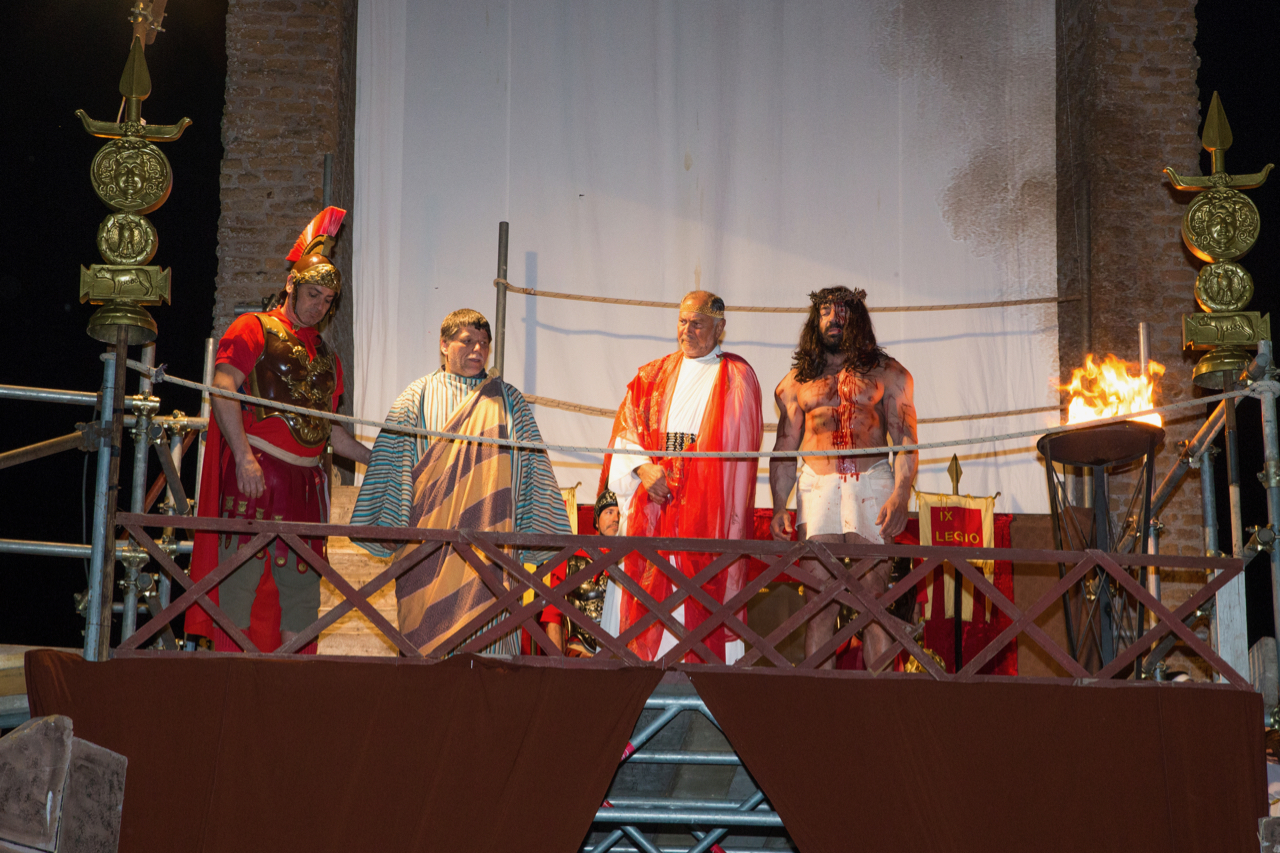
Ponzio Pilato tra Barabba e Gesù
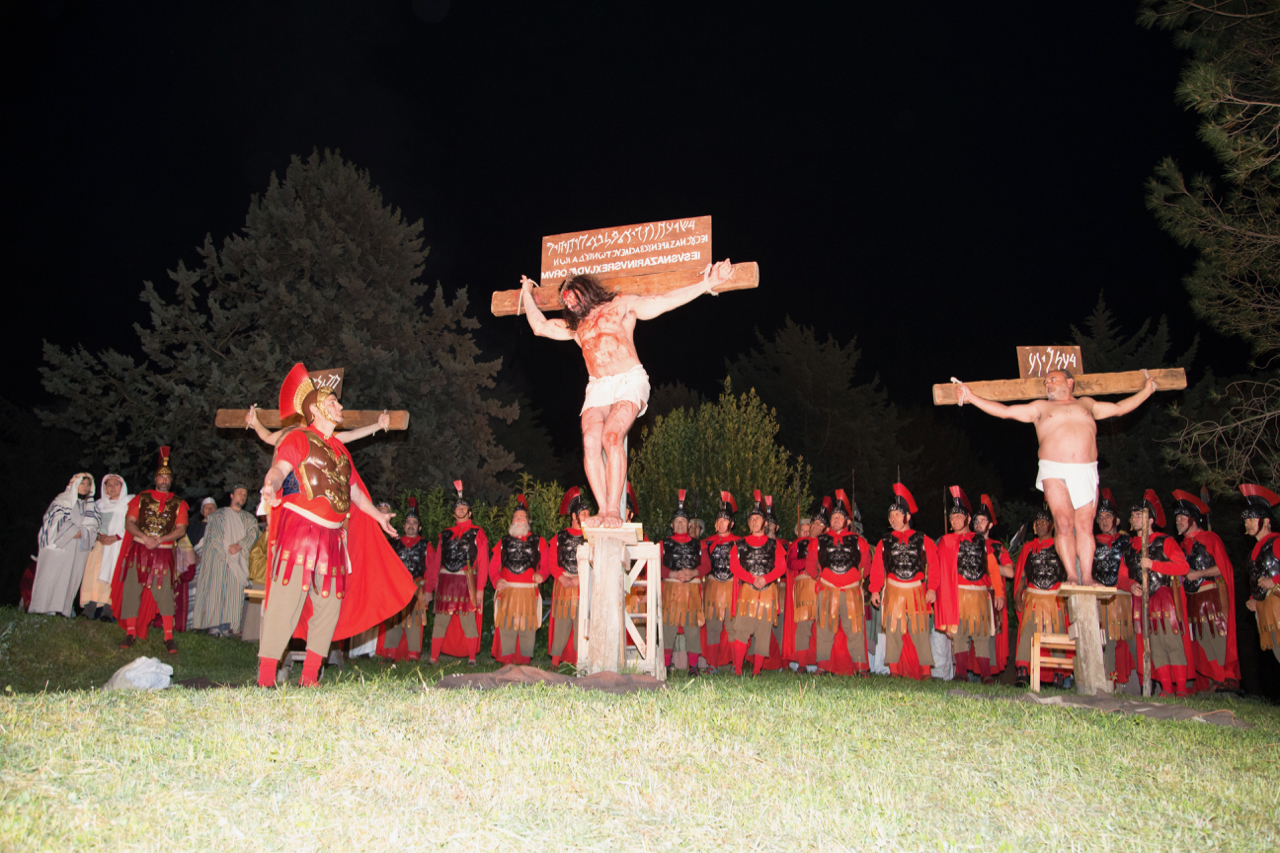
La crocefissione di Gesù
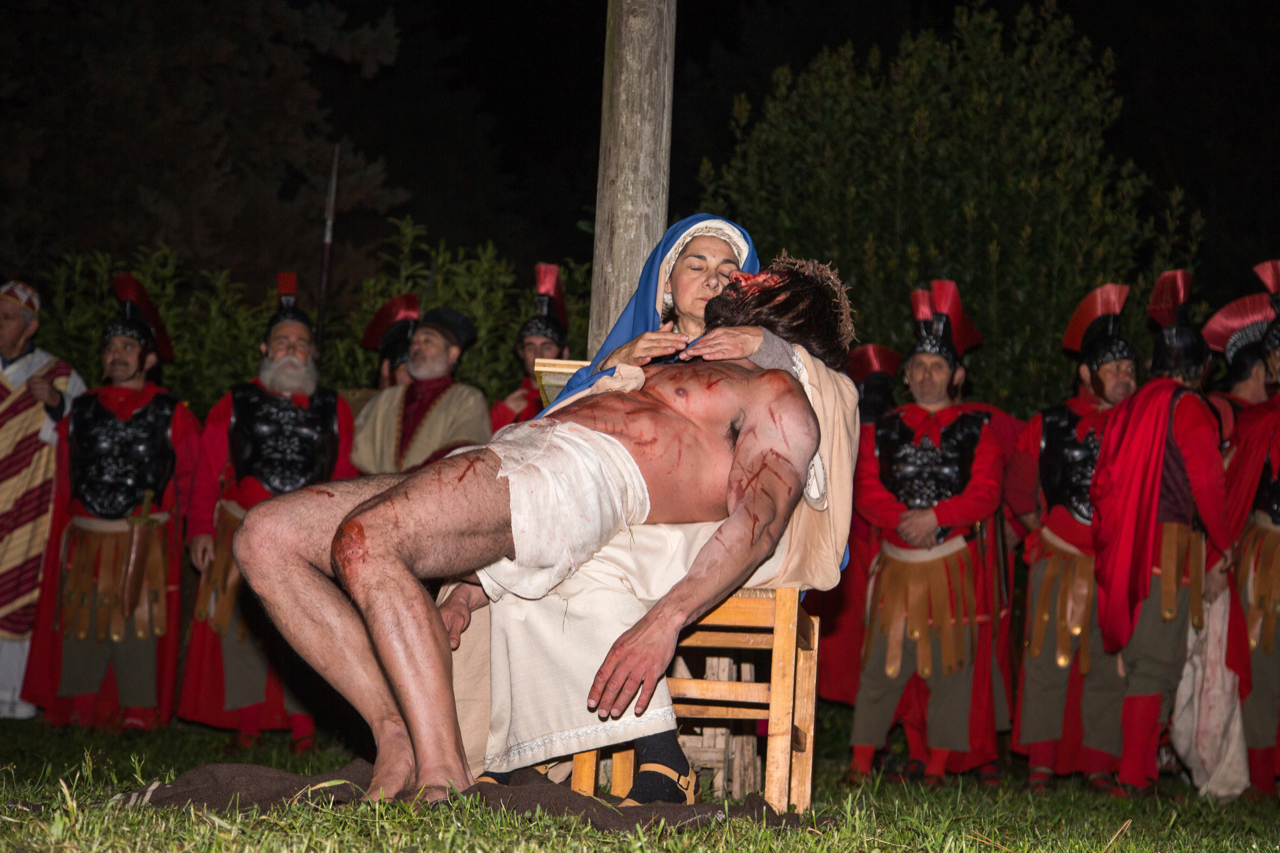
La Pietà
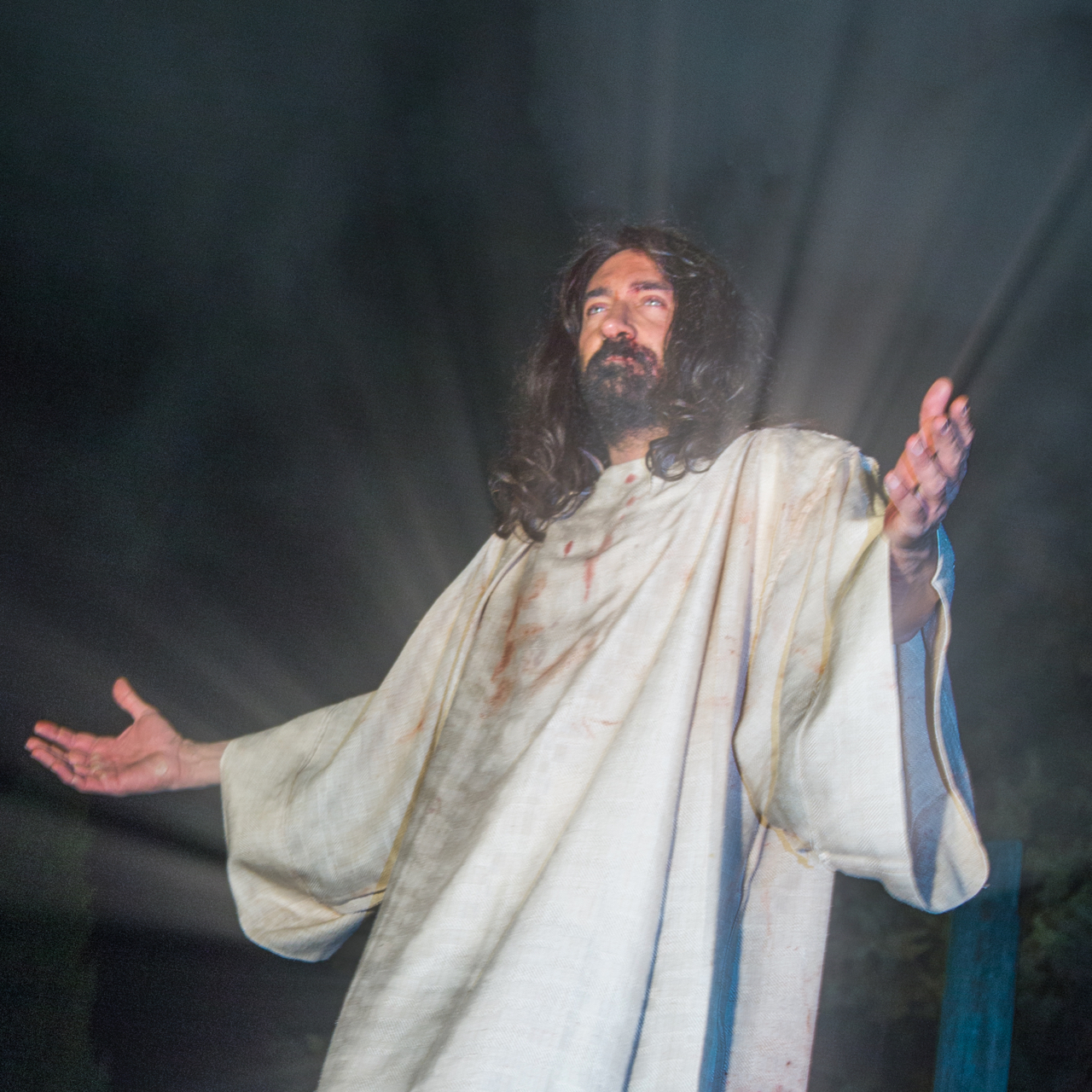
La resurrezione di Gesù

### Il santuario degli Zingari

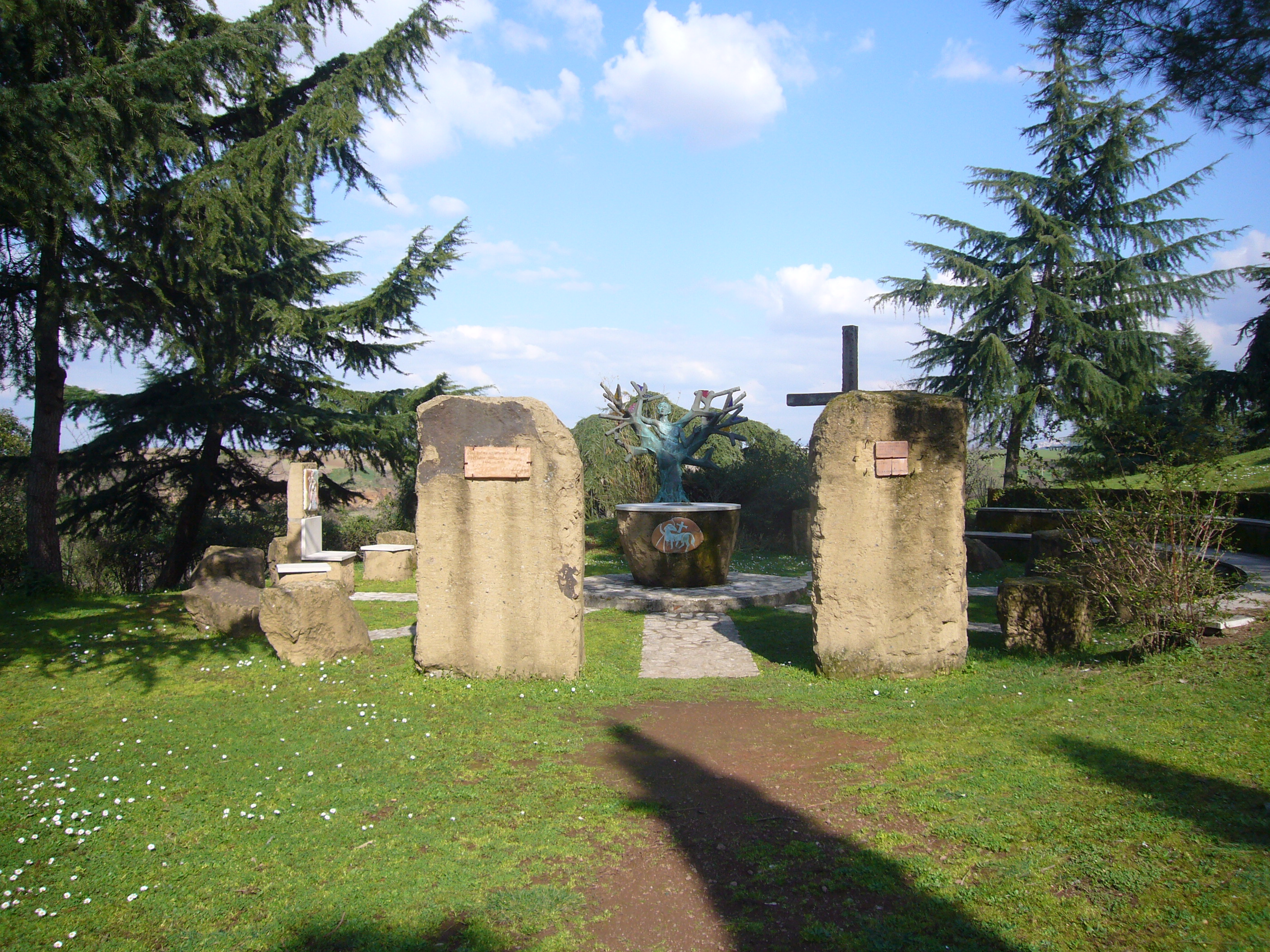
Ingresso al santuario degli Zingari

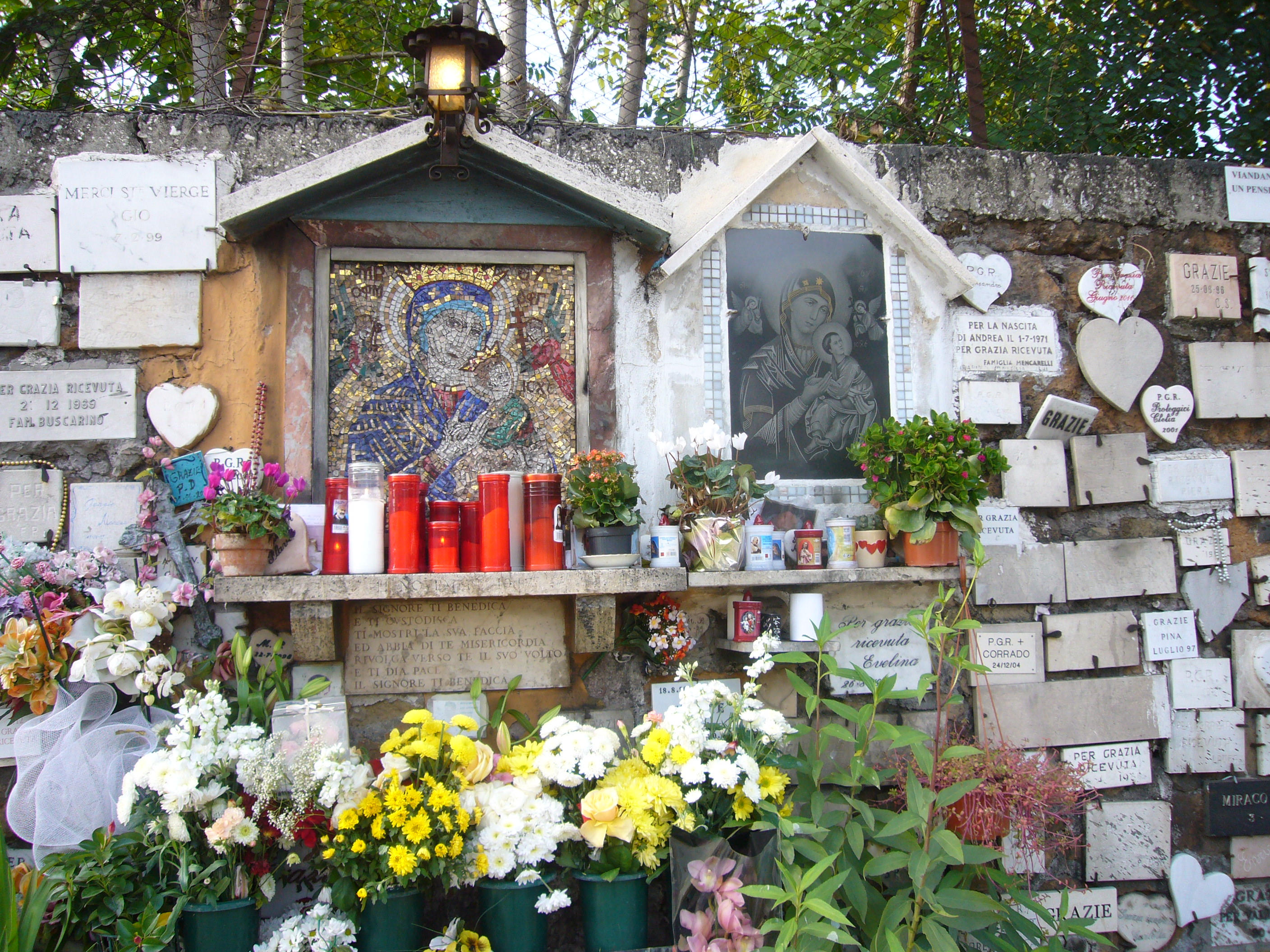
La doppia edicola di largo Preneste

Nel vasto comprensorio del Divino Amore, su una collinetta esterna al recinto del santuario, è stato dedicato, nel 2004, un singolare luogo di culto all'aperto, detto santuario degli Zingari, dedicato a Zeffirino Giménez Malla, gitano cattolico fucilato nel 1936, durante la guerra civile spagnola, beatificato nel 1997.
Si tratta di uno spazio circolare delimitato da poche murature in tufo che definiscono spazi essenziali del culto: due stipiti che segnano l'ingresso, due emicicli a doppia gradinata per i fedeli, un altare centrale, un ambone e una croce in legno grezzo, e in fondo, nel luogo absidale, una scultura in bronzo che rappresenta il beato titolare. Gli elementi decorativi sono costituiti, oltre che dal bronzo già detto, da pannelli in ceramica con i simboli degli evangelisti sull'ambone e da una maiolica in memoria dei 500.000 zingari sterminati dal nazismo.
Il 4 maggio vi si tiene un pellegrinaggio annuale degli zingari cattolici, che del resto frequentavano già il santuario antico. Per una descrizione accurata si veda Il proto Santuario degli Zingari a Roma

### Edicole
La devozione del popolo romano a questa Madonna si manifesta anche con numerose edicole sparse per tutta la città; per alcune di queste la pietà popolare ha tappezzato i muri circostanti, negli anni, di fitte minuscole lapidi "per grazia ricevuta".
Una grandissima quantità di questi ex voto, ad esempio, erano attaccati sulle mura aureliane nei pressi del Policlinico; dopo gli anni '70 furono smontati e trasferiti e in parte rimontati sul muro esterno del santuario.

## Curiosità
Il santuario, come luogo esemplare della devozione mariana dei romani, viene citato anche nel film Il marchese del Grillo con Alberto Sordi e ne "I soliti ignoti" di Mario Monicelli